# DVB-C
DVB-C (англ. Digital Video Broadcasting - Cable) — стандарт організації DVB Project на передавання цифрового телебачення кабелем. Ця система передає цифровий аудіо-/відеопотік у форматі MPEG-2 або MPEG-4, використовуючи QAM модуляцію з канальним кодуванням. Стандарт був уперше опублікований ETSI в 1994 році та згодом став найбільш широко використовуваною системою передачі для цифрового кабельного телебачення в Європі. Вона застосовується в усьому світі в системах, починаючи від великих мереж кабельного телебачення (КТБ) до менших супутникових SMATV систем.
Перехід на цифровий формат пред'являє нові вимоги до апаратури обробки і формування сигналів. З'являється можливість формувати багатопрограмні цифрові потоки, що не декодують прийняті MPEG-2 сигнали, а виділяють з них потрібні компоненти на рівні транспортного потоку і ремультиплексують ці компоненти в новий транспортний потік. Також на рівні транспортного потоку при цьому можуть вирішуватися питання скремблювання, зміни системи умовного доступу. Прийнятий в стандартах DVB єдиний підхід до канального кодування істотно полегшує обробку і перетворення сигналів DVB, оскільки число додаткових операцій при перетвореннях виявляється мінімальним. У цьому сенсі стандарт DVB-C досить близький до супутникового стандарту DVB-S, але як тип модуляції в ній використовується не QPSK, а M-QAM з числом позицій М від 16 до 256 (тобто від 16-QAM до 256-QAM).

## DVB-C2
DVB-C2 — це стандарт, яким планується замінити DVB-C. Ця система цифрового кабельного телебачення використовує модуляцію та кодування, що забезпечують високий ККД кабельної мережі. У багатьох випадках пропускна спроможність передачі потоку обмежена. DVB-C2 спочатку буде використовуватися для доставки новаторських послуг, таких як відео за запитом (відео за вимогою) та телебачення високої чіткості HDTV, що допоможе операторам залишатися конкурентоспроможними, а також для задоволення потреб ретрансляції.